# Abomey
Abomey   este un oraș  în  Benin. Este reședința  departamentului  Zou. Palatele regale de aici figurează în lista patrimoniului cultural mondial UNESCO.